# 1161 Тесалија
1161 Тесалија (енгл. 1161 Thessalia) је астероид главног астероидног појаса са пречником од приближно 30,37 .
Афел астероида је на удаљености од 3,446 астрономских јединица (АЈ) од Сунца, а перихел на 2,895 АЈ.
Ексцентрицитет орбите износи 0,086, инклинација (нагиб) орбите у односу на раван еклиптике 9,374 степени, а орбитални период износи 2062,440 дана (5,646 година).
Апсолутна магнитуда астероида је 11,60 а геометријски албедо 0,043.
Астероид је откривен 29. септембра 1929. године.